# Lexmond
Lexmond (51° 58′ N, 5° 02′ L) é uma cidade dos Países Baixos, na província de Utrecht. Lexmond pertence ao município de Vijfheerenlanden, e está situada a 7 km, a sul de IJsselstein.
Em 2001, a cidade de Lexmond tinha 1296 habitantes. A área urbana da cidade é de 0.24 km², e tem 518 residências. 
A área de Lexmond, que também inclui as partes periféricas da cidade, bem como a zona rural circundante, tem uma população estimada em 1780 habitantes.